# Bertolt Brecht
Bertolt Brecht (AFI: [ˈbɛʁtɔlt ˈbʁɛçt]), nato Eugen Berthold Friedrich Brecht (Augusta, 10 febbraio 1898 – Berlino Est, 14 agosto 1956) è stato un drammaturgo, poeta, regista teatrale, scrittore e saggista tedesco, fondatore del teatro epico.
Tra i maggiori e più influenti drammaturghi e teorici teatrali del XX secolo, è ricordato soprattutto per opere quali L'opera da tre soldi, Madre Coraggio e i suoi figli, L'anima buona di Sezuan, Vita di Galileo e La resistibile ascesa di Arturo Ui.

## Biografia
(Bertolt Brecht)

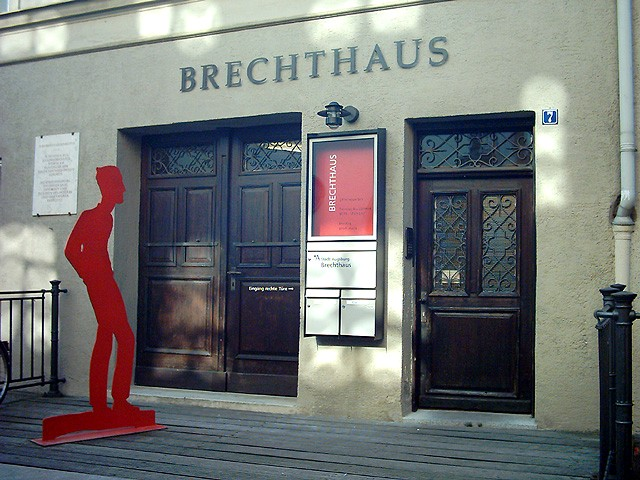
Casa natale di Brecht ad Augsburg

Bertolt Brecht nacque al numero 8 del vicoletto Auf dem Rain, ad Augusta, il 10 febbraio 1898, da Berthold Friedrich Brecht e Sophie Brezing, in una famiglia recentemente approdata alla borghesia; i nonni paterni erano originari del Baden, mentre quelli materni provenivano da Bad Waldsee, nell'Alta Svevia. Il padre era cattolico, sua madre protestante e il giovane Brecht fu educato nella fede di quest'ultima.
Il 20 marzo Bertolt venne battezzato nella chiesa evangelica Barfüßerkirche e il 18 settembre la famiglia traslocò nella nuova abitazione nella città bassa vicino a Perlachberg, quartiere di artigiani e artisti. La fede protestante della madre segnò l'educazione culturale e linguistica del figlio, nella quale la lirica religiosa evangelica e il tedesco di Lutero lasciarono un'impronta decisiva. Il 29 giugno 1900 nacque il fratello Walter, che più tardi diventerà professore di tecnologia cartaria al Politecnico di Darmstadt, e il 12 settembre dello stesso anno la famiglia si trasferì in un appartamento più grande nella Bleichstraße 2, in una delle case della Fondazione Haindl, costruite qualche anno prima per i dipendenti nel sobborgo di Klancke.
Come città industriale e commerciale, Augusta si distingueva, oltre che per le sue imprese bancarie, per i tessili, per l'industria dei coloranti e per le cartiere. Il padre era emigrato da Achern, nella Foresta Nera, già nel 1893, e trovò impiego proprio nella cartiera Haindl, di cui, nel 1914, diventò il direttore. Bertolt ebbe un'infanzia poco felice a causa del carattere schivo e di frequenti problemi di salute. Dopo quattro anni di scuola elementare frequentò il Realgymnasium di Augusta, che andò distrutto durante la seconda guerra mondiale. Come compagni di classe ebbe, tra gli altri, Caspar Neher e Rudolf Prestel.
Nel 1913 cominciò a scrivere le prime poesie, tra cui L'albero in fiamme. Tra il 1914 e il 1915 scrisse altri componimenti, imbevuti di patriottismo (si pensi a Der Freiwillige, in cui la popolazione getta rose a un volontario di guerra, o a Der belgische Acker, dove esalta il lavoro dei militari tedeschi in Belgio durante la Grande Guerra) e di entusiasmo per la guerra e per tutto ciò che è tedesco. Le presentò al giornale di Augusta, il Neueste Nachrichten, e malgrado fossero ancora ingenue e vittime del tempo, già rivelarono un inconfondibile talento che non sfuggì al redattore Wilhelm Brüstle, che, in un articolo di trentacinque anni successivo, disse di avervi intravisto la stessa aria di novità portata da Baudelaire nella poesia francese. Nel 1916, in un tema in classe sul verso oraziano Dulce et decorum est pro patria mori, Brecht espresse un giudizio negativo sulla morte eroica, affermando tra l'altro:
L'episodio provocò un piccolo scandalo e Brecht evitò l'espulsione dalla scuola solo grazie all'intervento di un padre benedettino della chiesa di Santo Stefano, Romuald Sauer, amico di famiglia. Scrisse altre poesie, tra cui La leggenda della prostituta Evelin Roe e L'Inno a Dio. Nel 1917 ottenne il cosiddetto Notabitur (diploma d'emergenza concesso anzitempo agli studenti che intendevano arruolarsi) a causa degli eventi bellici.

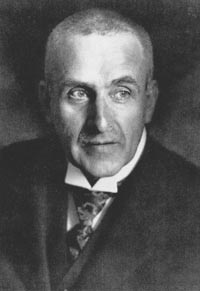
Frank Wedekind

Il clan brechtiano festeggiò con canzoni, che Brecht compose e suonò con la chitarra, e scorribande notturne. Già al liceo Brecht mostrò un comportamento indipendente, anticonformista, polemico e tendente a primeggiare sui suoi compagni di classe. Insieme con loro Brecht scriveva la musica per le sue poesie e tutti insieme giravano per la città. Sempre nel 1917 s'iscrisse all'Università di Monaco di Baviera dove frequentò in modo discontinuo le facoltà di scienze naturali, medicina e letteratura, ma fu presto richiamato dal servizio di leva ad Augusta per ricoprire la funzione di infermiere: rimase al fronte però solo un mese.
Fu qui che il nazionalismo, già venato di crepe, perse ogni influenza sul giovane Brecht, quando questi vide in quali condizioni erano ridotti i feriti del conflitto. Il cambio di rotta è già visibile con la famosa poesia Die Legende vom toten Soldaten (La leggenda del soldato morto), in cui il Kaiser Guglielmo II, non accettando la prematura scomparsa di un giovane combattente, decide di farlo "resuscitare" per arruolarlo nuovamente, mentre il fetore proveniente dal suo corpo viene coperto dall'incenso sparso dal turibolo di un prete.
Questo componimento ebbe l'effetto di mettere Brecht sulla lista nera di Hitler nel 1923. Nel 1918, dopo aver partecipato ai funerali di Frank Wedekind a Monaco, dedicò al drammaturgo - grande modello degli anni giovanili (il primo figlio di Brecht si chiamò Frank in suo onore) - la quartina Alla sepoltura di Wedekind. Dello stesso periodo è la commedia Baal.

### La giovinezza e le prime opere
In seguito Brecht continuò gli studi con scarso interesse, attratto più dal mondo del teatro, della letteratura e del cinema. In questo periodo conobbe Paula Banholzer, che nel 1919 gli diede un figlio, Frank, che morì nel 1943 durante la seconda guerra mondiale sul fronte russo. Scrisse la Canzone per i cavalieri del reparto D. Nel novembre scrisse la già menzionata poesia Leggenda del soldato morto. Nel 1918 collaborò come critico teatrale al Tageszeitung della sua città natale e l'anno successivo fece lo stesso per il giornale socialista Augsburger Volkswille; si avvicinò poi al movimento spartachista.
Il 1º maggio 1920 morì sua madre e il giorno successivo scrisse la poesia Canzone di mia madre. A questo punto i rapporti con Augusta quasi si ruppero e si trasferì a Monaco, dove prese alloggio al numero 15 della Akademiestraße. La città, pur vivendo una situazione storica di reazionarismo esasperato a seguito della fugace esperienza della Repubblica Bavarese dei Consigli stroncata dall'estrema destra, offriva molte possibilità culturali, soprattutto nel mondo dello spettacolo; Otto Falckenberg, per fare l'esempio più noto, dirigeva alla Münchner Kammerspiele la compagnia cittadina più all'avanguardia.

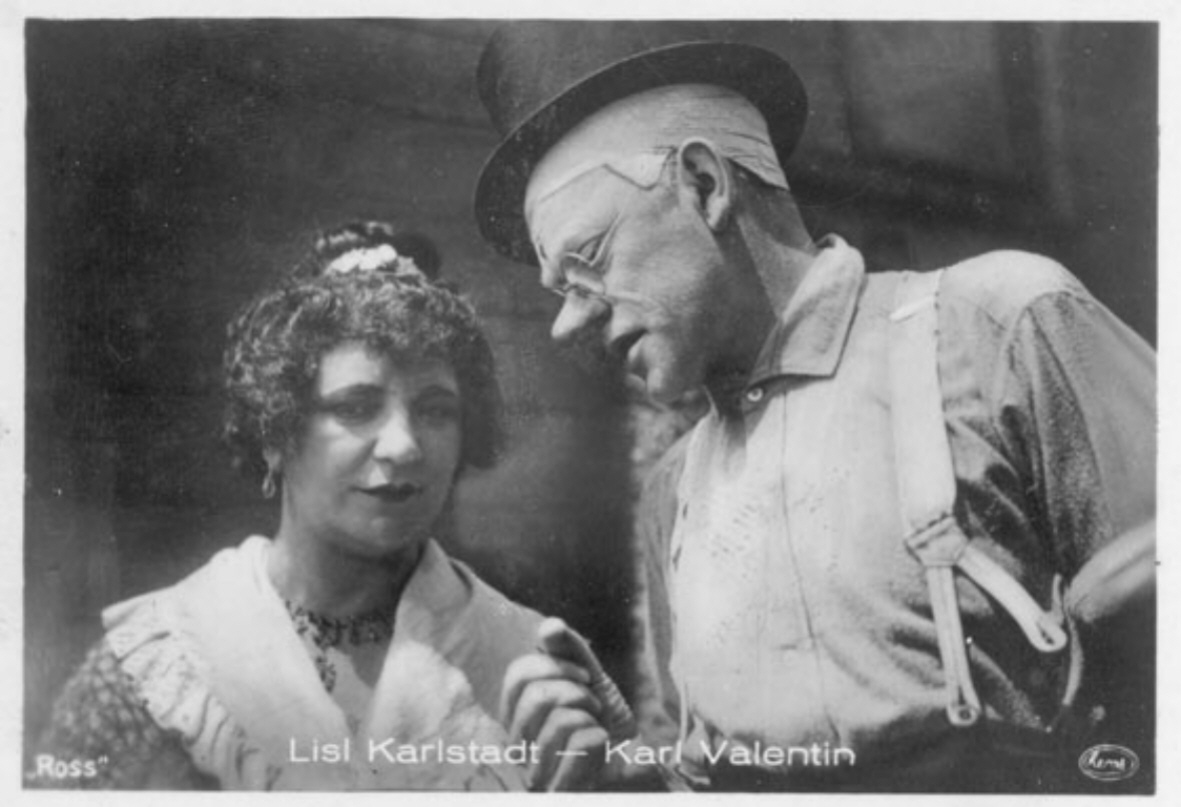
Karl Valentin con Liesl Karlstadt

Fu in questo contesto che Brecht entrò nella Lachkeller (La cantina delle risate), gruppo diretto dal celebre cabarettista Karl Valentin, in cui ci si esibiva in spettacoli clowneschi o si cantava. Il lavoro con Valentin influenzò molto le sue opere successive, ma il modello più importante che informò la produzione del periodo fu senza dubbio Frank Wedekind, che attaccava la borghesia dando voce a personaggi "maledetti" (si pensi a Lulù) che si vendicavano di un mondo disumanizzato esprimendo una brutale e selvaggia istintualità, in cui la Natura prevaleva sulla civiltà.
Brecht fu attratto in sostanza dalle voci ribelli, da François Villon (cui dedicò al tempo diverse poesie) ai maudits Rimbaud e Verlaine, fino a quel Georg Büchner che con i drammi Woyzeck e Dantons Tod (La morte di Danton) influenzò in modo decisivo il teatro espressionistico tedesco del primo dopoguerra. Il primo Brecht si forgiò in un clima artistico dominato dal dadaismo, dal futurismo e soprattutto dall'espressionismo. "Ribellione" era la parola d'ordine. La prima corrente, quella dadaista, fu particolarmente fiorente a Zurigo; qui, al Cabaret Voltaire, si incontravano personalità come Hugo Ball, Hans Arp, Richard Hülsenbeck o Tristan Tzara (comunemente ritenuto come il fondatore della corrente), che facevano rappresentare i loro provocatori spettacoli.
L'espressionismo, quello di Reinhard Sorge o Walter Hasenclever, cercava di destabilizzare l'ordine costituito, per ritrovare le ragioni dell'umanitarismo e della pace. Era una "guerra per arrivare alla pace", uno sconvolgimento che passava attraverso il parricidio, la lotta dei figli contro i padri, degli allievi contro gli insegnanti. Non è casuale che l'opera più nota di Arnolt Bronnen, che diverrà amico di Brecht, si intitoli Der Vatermord (Il parricidio). Tale corrente espressionista è tanto più significativa se consideriamo che vi confluirono autori provenienti da contesti ed esperienze molto differenti. Fritz von Unruh, per esempio, era un aristocratico dal patriottismo sfrenato, ma ripudiò le proprie idee, e molto interessante è l'esperienza di Ludwig Rubiner, prematuramente scomparso, che esorta l'artista a una maggiore responsabilità sociale.
Brecht recepì questi stimoli, ma li rielaborò in modo affatto diverso. Non c'è in lui l'illusoria speranza in un mondo migliore, non c'è una neo-umanistica fiducia nell'Uomo, e i suoi toni sono sobri e sommessi, a differenza di quelli altisonanti dell'entourage letterario.

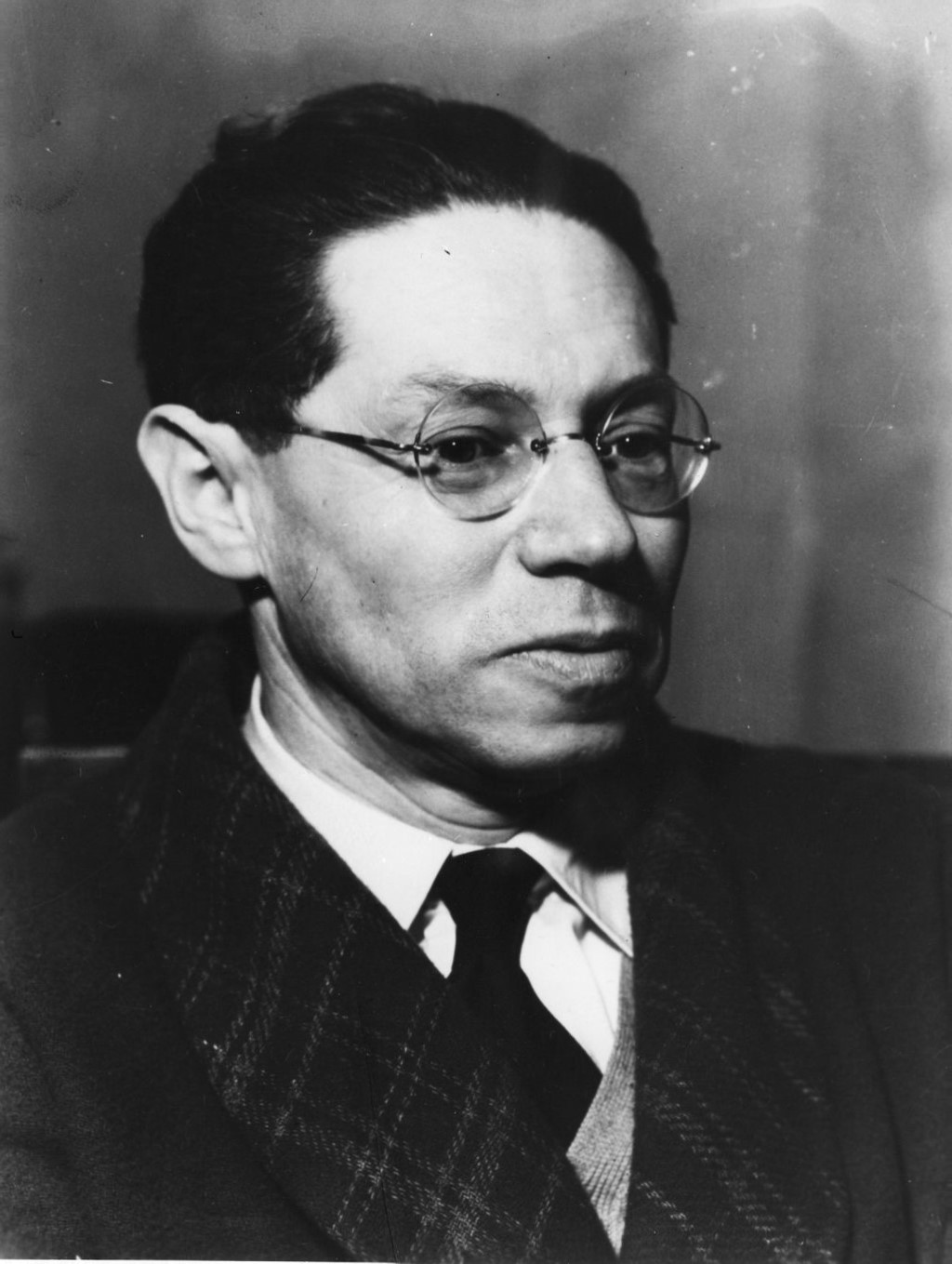
Lion Feuchtwanger

Le poesie di questi anni hanno come sfondo la fame, la miseria, il degrado, ma in mezzo al nulla Brecht manifesta una sincera pietà per le vittime, per i poveri e gli emarginati. Riesuma la ballata tradizionale con uno stile semplice e diretto, in componimenti ossessionati dal trascorrere delle cose, degli uomini, delle città. Come nel Bateau ivre rimbaudiano, è il fiume l'emblema di questo flusso inarrestabile. Al poeta, trasandato e disincantato, sembra non restare altro che l'annegamento o l'andare alla deriva (Das Schiff, La nave o Ballade von den vielen Schiffen, Ballata su molte navi, lo esemplificano molto bene). Neanche l'esperienza rivoluzionaria appena trascorsa si sottrae alla sua demitizzazione.
Brecht sapeva legarsi in amicizie durature e nel periodo monacense conobbe anche Lion Feuchtwanger, che era già un letterato di fama, e si dimostrò uno dei primi critici appassionati di Brecht. Fu in effetti a lui che presentò la sua prima opera teatrale, Spartaco, ammettendo con la sua proverbiale sincerità che voleva pubblicarla a solo scopo di lucro, e ricevendo da Feuchtwanger, che vi aveva intravisto uno straordinario talento, fermi rimproveri. Non era il solo testo che gli fu fatto esaminare; Bertolt aveva già scritto anche Baal e gli sottopose anche questo.
Baal trasse ispirazione da un dramma di Hanns Johst (1890-1978), Der Einsame (Il solitario), che trattava dell'infelice destino di Christian Grabbe (1810-1836), un poeta romantico di vita breve e intensa, realmente esistito. Grabbe, nazionalista e antisemita, morì giovane e pazzo e nel dramma si ribella alla società perbenista in nome di un individualismo sfrenato che lo porterà a morire in una soffitta, solo e abbandonato da tutti.
Brecht prese spunto dall'opera per ribaltarne il messaggio. Anche in Baal assistiamo alla sconfitta di un poeta "anarchico", ma il fallimento viene qui visto in modo positivo, nella rinuncia a fermenti ribelli e titanici per diventare simbiosi con la terra rozza e oscena. Baal, critico teatrale (come Brecht nella vita reale), si lascia trascinare nel Nulla senza opporre resistenza, distruggendo sé e gli altri. Il suo è un inno alla dissoluzione, vive e muore come un animale. Anche la scelta dell'accompagnamento musicale si pone agli antipodi di quella di Johst: al romanticismo beethoveniano vengono presentati temi del Tristano e Isotta wagneriano, in un intento sarcastico che vuole sottolineare il carattere opposto degli amori del protagonista.
Il linguaggio del dramma è sin da ora profondamente innovatore per il teatro tedesco; agli echi rimbaudiani si aggiunge l'uso della sintassi spezzata dell'autore di Woyzeck, mentre il lessico è diretto e sfiora a tratti il dialetto. In quegli anni Brecht si recò spesso a Berlino, costruendo importanti relazioni con persone che gravitavano intorno all'ambiente teatrale. A Monaco consegnò il manoscritto di Baal in un teatro e scrisse la tragedia Tamburi nella notte, che divenne poi di fama internazionale.

### Tamburi nella notte
Nel 1922, anno in cui vinse il premio Kleist per Tamburi nella notte, andò a Berlino, dove il 3 novembre sposò l'attrice e cantante d'opera Marianne Zoff, sorella di un suo amico scrittore. Un anno dopo nacque la loro figlia Hanne, divenuta poi nota attrice. Dello stesso periodo è la poesia Del povero Bertolt Brecht. Nel 1923 scrisse il dramma Vita di Edoardo secondo di Inghilterra e conobbe la futura moglie Helene Weigel.
Nel 1924 si trasferì definitivamente a Berlino, dove lavorò con Carl Zuckmayer come drammaturgo presso il Deutsches Theater; sempre nel medesimo anno nacque suo figlio Stefan. A novembre conobbe la futura collaboratrice Elisabeth Hauptmann. Nel 1925 scrisse la commedia Un uomo è un uomo.

### L'opera da tre soldi

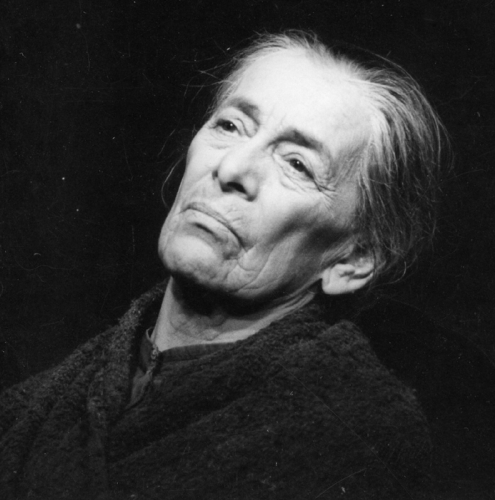
Helene Weigel in scena ne La madre

Dal 1926 intrattenne stretti contatti con artisti di tendenza socialista e ciò influenzò molto la sua Weltanschauung. Le sue prime opere furono influenzate dallo studio degli scritti di Hegel e Marx. Nel 1927 uscì il primo libro di poesie Il libro di devozioni domestiche (Hauspostille). Conobbe il sociologo Fritz Stengerg che lo stimola ad approfondire gli studi di marxismo.
Scrisse la tragedia Mahagonny. Collabora con Erwin Piscator all'interno di un collettivo di un teatro di cui fanno parte anche Tucholsky, Kisch e altri. Il 2 novembre divorzia da Marianne Zoff. Nel 1928 scrisse la commedia L'opera da tre soldi su musica di Kurt Weill che andò in scena il 31 agosto e che divenne il maggior successo teatrale della Repubblica di Weimar.
Nel 1929 sposa, in aprile, Helene Weigel. Il 1º maggio assiste a una manifestazione di operai che vengono maltrattati dalla polizia tedesca. Nel 1930 andò in scena la commedia Ascesa e caduta della città di Mahagonny. Scrisse il dramma didattico La linea di condotta, dove Brecht ormai mette in scena tematiche marxiste. Scrive il dramma Santa Giovanna dei Macelli e il dramma didattico L'eccezione e la regola. Scrisse, anche, il dramma didattico Der Jasager e Der Neinsager, 1929-30 Il consenziente e il dissenziente. A ottobre gli nasce la seconda figlia, Barbara.
Nel 1931 terminò la sceneggiatura del film Kuhle Wampe e scrisse il dramma La madre, tratto dal romanzo omonimo di Maksim Gor'kij, presentato a Berlino nel 1932. Nel 1932 Brecht andò a Mosca per la rappresentazione di Kuhle Wampe. Da novembre Brecht frequentò un ciclo di otto lezioni sul marxismo tenute dal filosofo Karl Korsch. Tenne discussioni con Korsch anche a casa sua per approfondire la dialettica materialistica atea. Scrisse la commedia Teste tonde e teste a punta. Conobbe Margarete Steffin (Grete).

### L'esilio
Alla fine del 1933 la rappresentazione de La linea di condotta (Maßnahme) venne interrotta da un'irruzione della polizia e i produttori vennero accusati di alto tradimento. Il 28 febbraio, giorno successivo al rogo del Reichstag, Brecht, insieme con la moglie, il figlio Stefan e alcuni amici, abbandonò Berlino. Al momento dell'avvento al potere di Hitler, Brecht si trovava ricoverato all'ospedale e, senza neanche passare da casa sua, fece le valigie e fuggì prima a Praga e successivamente a Vienna, Zurigo, e Parigi, dove andava in scena il balletto I sette peccati capitali. Lì venne raggiunto anche da Margarete Steffin. L'amica Karin Michaëlis invitò la Weigel a trasferirsi a Skovsbostrand presso Svendborg in Danimarca dove rimase per cinque anni. Nel maggio dello stesso anno i suoi libri vennero messi al rogo in Germania.
L'esilio fu molto duro ma in quegli anni produsse le sue opere più note. Viaggiò molto tra Parigi, Londra e New York per rappresentare i suoi testi teatrali. Scrisse numerosi articoli su giornali per rifugiati ed emigranti di Praga, Parigi e Amsterdam. Ritornato a Parigi, incontrò Margarete Steffin e si accordò con l'editore Willy Munzberg per pubblicare una raccolta di poesie Canzoni, poesie, cori (Lieder, Gedichte, Chore) che fu pubblicata l'anno seguente. In autunno l'attrice danese Ruth Berlau si recò a conoscere Brecht per invitarlo a una lettura nella capitale danese. A dicembre Brecht si trasferì nella casa di Svendborg dove lo raggiunse anche Margarete Steffin.
Nel 1934 pubblicò il Romanzo da tre soldi, scrisse il dramma didattico Gli Orazi e i Curiazi e il breve saggio Cinque difficoltà per scrivere la verità. Nello stesso anno terminò la storia terrificante “Teste tonde e teste a punta” che nasce come un adattamento di Misura per misura di Shakespeare, per assumere poi una fisionomia tanto più autonoma quanto più si fece impellente per Brecht esplorare le cause socio-economiche del nazismo . Nel 1935 partecipò a Parigi al Congresso internazionale degli scrittori antifascisti, dove lesse un suo testo per la difesa della cultura e contro il nazismo e per questo motivo venne privato della cittadinanza tedesca. Nel 1936 diresse una rivista pubblicata a Mosca La parola. Nel 1937 scrisse il dramma I fucili di Madre Carrar e nel 1938 Terrore e miseria del Terzo Reich.
Nel 1939 lasciò la Danimarca e si trasferì in Svezia, vicino a Stoccolma, in una fattoria nell'isola di Lidingö. Pubblicò il libro di poesie Poesie di Svendborg. Scrisse la tragedia Madre Coraggio e i suoi figli. A questo periodo risale anche Vita di Galileo. Nel 1940 passò in Finlandia. Scrisse il dramma La resistibile ascesa di Arturo Ui, ultima opera in collaborazione con Margarete Steffin. Nel 1941 abbandonò anche la Finlandia per recarsi a Mosca dove il 30 maggio morì Margarete Steffin. Quindi, attraversò la Russia, imbarcandosi a Vladivostok per stabilirsi in California.

### Il soggiorno statunitense
Per cinque anni abitò a Santa Monica, non lontano da Hollywood. Il suo tentativo di entrare nel mondo del cinema non ebbe successo, perciò si limitò a organizzare alcune rappresentazioni per piccoli teatri. In seguito decise di concentrare la sua attenzione sulle sue opere maggiori. Il 9 settembre 1943 a Zurigo esordì Vita di Galileo. Tra il 1942 e il 1945 scrisse il dramma Le visioni di Simona Machard e il dramma Schweyk nella seconda guerra mondiale. Nel 1946 scrisse la seconda redazione della Vita di Galileo.

### Berliner Ensemble

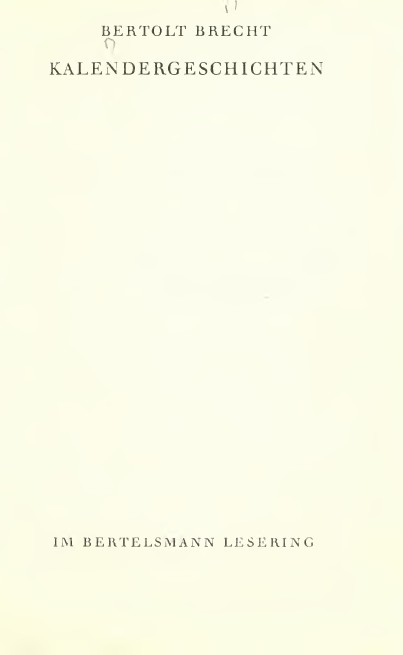
Frontespizio di Kalendergeschichten

Accusato di avere opinioni comuniste, il 30 ottobre 1947 fu interrogato dalla Commissione per le attività antiamericane. Il giorno successivo, durante la prima di Vita di Galileo a New York, si trasferì a Zurigo, dove rimase per un anno (l'ingresso in Germania gli fu proibito) e mise in scena Antigone, tragedia da lui scritta e ispirata a quella sofoclea. Tre anni dopo ottenne la cittadinanza austriaca.
Nel 1948 ritornò insieme con la moglie, Helene Weigel, a Berlino Est, dove fondò il teatro Berliner Ensemble che diventò una delle più importanti compagnie teatrali europee e si dedicò soprattutto all'attività di regista. Completò il dramma I giorni della Comune.

### Gli ultimi anni

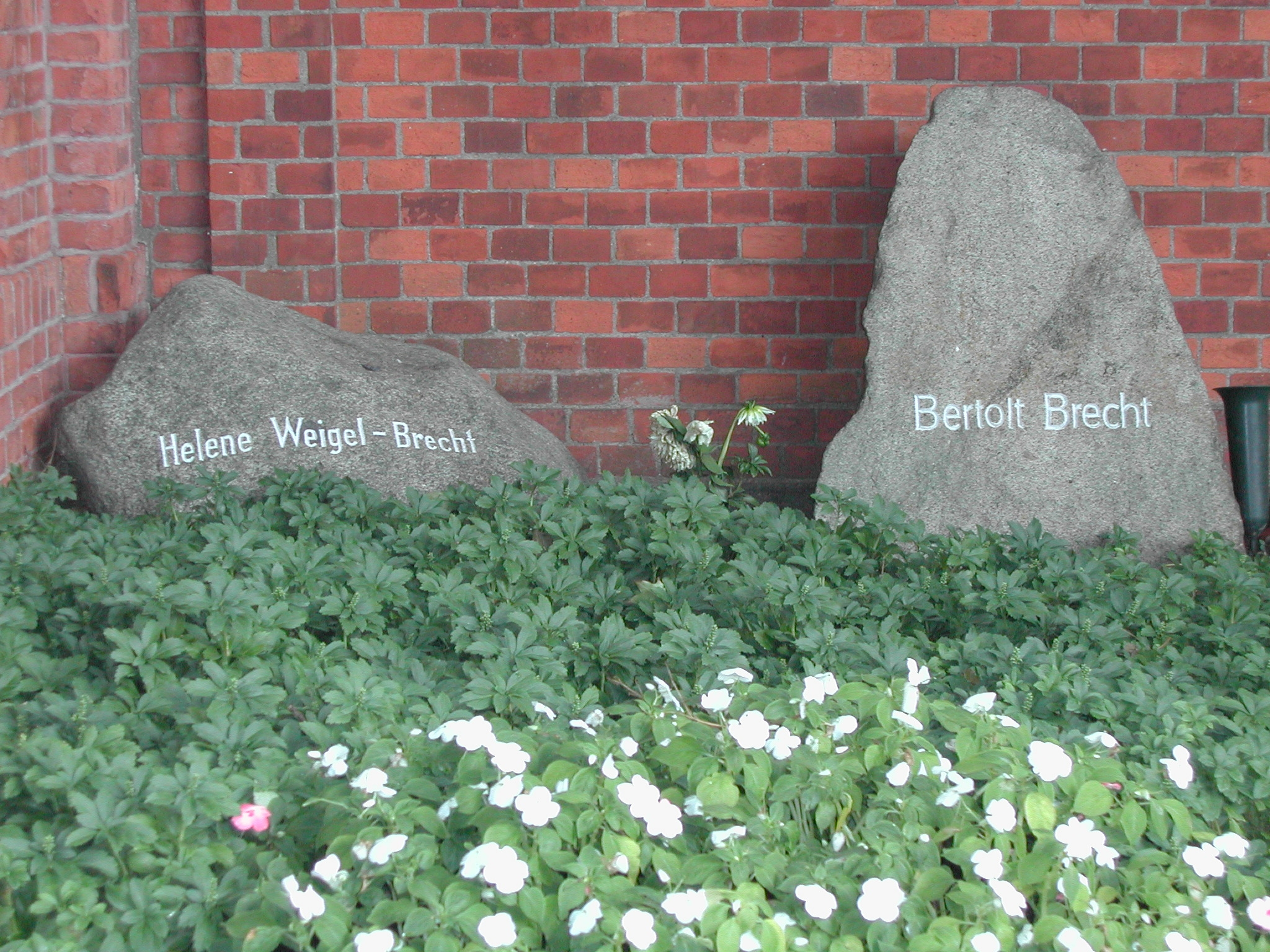
Tomba di Bertolt Brecht e della moglie Helene Weigel al Dorotheenstädtischer Friedhof

Nel 1953 compose le poesie Elegie di Buckow e assistette all'insurrezione degli operai di Berlino Est: da qui scrisse una lettera in cui difendeva l'ideale comunista, anche se in realtà ne furono pubblicati solo i passaggi relativi all'appoggio dato al partito egemone e la propria dichiarazione di lealtà mentre nella sostanza il documento era fortemente critico nei confronti della repressione del movimento operaio. Gli anni successivi lo videro impegnarsi molto per il teatro. Alcune rappresentazioni in città europee gli crearono delle tensioni con i vertici del partito dominante e qualche suo pezzo teatrale venne rifiutato.
Quello del rapporto di Brecht con il partito al potere nella Germania Est è un tema dibattuto, e difficile da sciogliere senza esami approfonditi. Brecht morì meno di tre anni dopo Stalin, quando non vi era ancora stata nessuna destalinizzazione, nessun "disgelo". Il sostegno, implicito, di Brecht al blocco comunista va collocato in quello sfondo storico, e va ricordato che l'arte "socialista" ufficiale era ancora, allora, quella dello zdanovismo e del "realismo socialista". Tutta l'opera di Brecht era molto lontana da quelle rigidità, era un'opera che affondava le sue radici nel clima intellettuale degli anni venti e dell'espressionismo, e nella grande crisi e nelle lotte di ogni genere, sociale, culturale, estetica- degli anni trenta.
Gli anticorpi di Brecht al diventare un semplice propagandista del regime erano forti e a vari livelli: dalla testardaggine all'amor proprio, alla curiosità intellettuale, mai venuta meno. La sua critica al governo, in occasione della rivolta operaia del 1953, già ricordata, è significativa. Meritano di essere ricordate anche la sua amicizia e vicinanza intellettuale con un altro grande intellettuale sia "militante" sia indipendente (anche da mode o correnti), come lui, Günther Anders, e il suo interesse per l'Estremo Oriente e per la Cina in particolare, testimoniati fra l'altro da un'opera come Me-Ti. Libro delle svolte.
Il suo teatro ha influenzato in modo duraturo l'arte scenica del Novecento, il rapporto che lega la sua estetica teatrale, a ritroso, con quella di Diderot (soprattutto per il famoso paradosso dell'attore), e via questa con quella di Goldoni, è stato indagato con cura da Hans Mayer nel suo Brecht e la tradizione. La pagina del monologo finale di Galileo (nel dramma è in realtà la penultima scena) sulle responsabilità sociali della scienza e dello scienziato restano di un'attualità e modernità straordinarie. Nel complesso è difficile, quale che sia il giudizio d'assieme che si voglia adottare, immaginare che Brecht possa perdere il posto di classico che gli è ormai da tempo riconosciuto nella cultura, teatrale e non solo, del Novecento.
Nel 1956 Brecht era da tempo in cattive condizioni di salute. All'inizio di maggio si era fatto ricoverare all'ospedale universitario della Charité per curare i postumi di un'influenza da virus. Morì il 14 agosto a causa di un infarto cardiaco: alle sei di sera perse conoscenza, e poco prima di mezzanotte morì.
Secondo la sua volontà, Brecht fu seppellito senza cerimonie nel cimitero di Dorotheenstadt in Chausseestrasse, che si scorgeva dalle finestre della sua abitazione dove viveva da separato in casa con la moglie. Là giace in un angolo adiacente alla strada, di fronte alle tombe di Hegel e di Fichte, sotto una pietra dai contorni irregolari, che porta incise soltanto le lettere del suo nome: Bertolt Brecht.
Il 17 agosto alle nove del mattino ebbero luogo i funerali in forma strettamente privata. La famiglia, i collaboratori più stretti, come pure gli amici Hanna Eisler, Erich Engel, J. Becher accompagnarono il feretro alla tomba. Alla tomba, al cimitero lì vicino, per giorni si poté osservare un continuo andirivieni. Accanto alla tomba di Brecht ora riposano le persone che gli hanno voluto bene e che hanno lavorato con lui: la moglie Helene Weigel, Elisabeth Hauptmann, Ruth Berlau, Kurt Engel, Caspar Neher.

## Opere
- Die Bibel. Drama in 3 Szenen (1913)
- Baal (1918) - Scritto nel 1919 ma rappresentato per la prima volta a Lipsia nel 1923.
- Tamburi nella notte (Trommeln in der Nacht, 1919) - Rappresentato per la prima volta il 29 settembre 1922 a Monaco. La prima versione del pezzo si chiamava "Spartakus" in quanto ispirata dalla rivolta spartachista di Berlino (5-12 gennaio 1919).
- Die Hochzeit, auch Die Kleinbürgerhochzeit (un atto, 1919)
- Er treibt einen Teufel aus (un atto, 1919)
- Lux in Tenebris (un atto, 1919)
- Der Bettler oder Der tote Hund (un atto, 1919)
- Der Fischzug (un atto, 1919)
- Prärie (libretto d'opera, 1919)
- Nella giungla delle città (Im Dickicht der Städte, 1921) - La prima stesura fu del 1921 ma la prima rappresentazione ebbe luogo nel 1923 a Monaco di Baviera.
- Vita di Edoardo II d'Inghilterra (Leben Eduards des Zweiten von England, 1923)
- Hannibal (frammento, 1922)
- Un uomo è un uomo (Mann ist Mann, 1918-1926)
- Fatzer (frammento), auch Untergang des Egoisten Johann Fatzer (1927-1931)
- Jae Fleischhacker in Chikago (frammento, 1924-1929)
- Mahagonny (Songspiel, 1927)
- Ascesa e caduta della città di Mahagonny (Aufstieg und Fall der Stadt Mahagonny, 1927-1929) - Nel 1930 a Lipsia la prima di quest'opera crea uno scandalo teatrale.
- Berliner Requiem (Kleine Kantate für drei Männerstimmen und Blasorchester, 1928)
- L'opera da tre soldi (Die Dreigroschenoper, 1928) - La versione cinematografica seguirà nel 1931.
- Il volo oceanico - Radiodramma didattico per ragazzi e ragazze (Der Ozeanflug, 1928). Collaboratori E. Hauptmann, Kurt Weill.
- Das Badener Lehrstück vom Einverständnis, auch Lehrstück (1929)
- Il consenziente e il dissenziente ( Der Jasager e Der Neinsager, 1929-30)
- Santa Giovanna dei Macelli (Die heilige Johanna der Schlachthöfe, 1930)
- La linea di condotta (Die Massnahme, 1930).
- L'eccezione e la regola (Die Ausnahme und die Regel, 1930)
- Il romanzo dei Tui (Der Tuiroman, 1930-42), traduzione di Marco Federici Solari. Roma, L'orma editore, 2016, ISBN 978-88-997-9307-4.
- Il romanzo da tre soldi (1934), traduzione di Ruth Leiser e Franco Fortini, Roma, L'orma editore, 2020, ISBN 978-88-313-1243-1.
- Me-ti. Libro delle svolte, Introduzione e traduzione di Cesare Cases, Collana NUE n.107, Torino, Einaudi, 1975. - Nuova ed., trad. riveduta a cura di Marco Federici Solari, Roma, L'Orma Editore, 2019, ISBN 978-88-997-9387-6.
- Gli Orazi e i Curiazi (Die Horatier und die Kuriatier, 1935)
- Terrore e miseria del Terzo Reich (Furcht und Elend des Dritten Reiches, 1935-38).
- Madre Coraggio e i suoi figli (Mutter Courage und ihre Kinder, 1939) - La prima viene rappresentata a Zurigo nel 1941.
- L'anima buona di Sezuan (Der gute Mensch von Sezuan, 1938-1940).
- L'interrogatorio di Lucullo (Das Verhör des Lukullus, 1939).
- Raccolta Steffin (1938 - 1941).
- Dialoghi di profughi (Flüchtlingsgespräche, 1940)
  - trad. di Margherita Consentino, Prefazione di Cesare Cases, Collana I Coralli n.168, Torino, Einaudi, 1962.
  - trad. di Margherita Consentino riveduta da Eusebio Trabucchi, Roma, L'orma editore, 2022, ISBN 979-12-547-6002-4.
- Il signor Puntila e il suo servo Matti (Herr Puntila und sein Knecht Matti, 1941), la prima viene rappresentata a Zurigo nel 1948.
- Vita di Galileo (Leben des Galilei, 1938-1956), ne esistono tre versioni differenti di quest'opera: quella danese, poi quella americana (1945), quella berlinese (1956).
- La resistibile ascesa di Arturo Ui (Der aufhaltsame Aufstieg des Arturo Ui, 1941).
- Il cerchio di gesso del Caucaso (Der kaukasische Kreidekreis, 1944-45).
- Antigone (1948), Riduzione e adattamento dell'Antigone di Sofocle basata sulla versione che Friedrich Hölderlin aveva realizzato nel 1804.
- Storie da calendario (Kalendergeschichten, 1949).
- Turandot (Turandot oder Der Kongreß der Weißwäscher, 1953), ispirata all’omonima commedia dì Carlo Gozzi.
- Canzone della Moldava (1956)
- Gli affari del signor Giulio Cesare (Die Geschäfte des Herrn Julius Cäsar, 1937-1939), pubblicato postumo.

### Saggi
- Scritti sulla letteratura e sull'arte
- Scritti teatrali (Schriften zum Theater), trad. di Emilio Castellani, Roberto Fertonani e R. Mertens, Collana PBE, Torino, Einaudi, 1957; nuova ed., 2001.
- Diario di lavoro, a cura di W.Hecht, traduzione di B. Zagari, Torino, Einaudi, 1976 (Diario di lavoro 1: 1938-1942 e Diario di lavoro 2: 1942-1955).

### Raccolte
- I capolavori, a cura di Hellmut Riediger, traduzione di Emilio Castellani, Ruth Leiser, Franco Fortini, Laura Pandolfi, Ginetta Pignolo e Nello Sàito, 3ª edizione, Torino, Giulio Einaudi Editore, 2007, ISBN 978-88-06-17427-9.

### Raccolte poetiche
- Libro di devozioni domestiche (1927), traduzione di Roberto Fertonani, Collezione di poesia n.3, Torino, Einaudi, 1964, pp. 154 (ora pp. 238).
- Poesie e canzoni
  - Poesie e canzoni, a cura di Ruth Leiser e Franco Fortini, con una bibliografia musicale di Giacomo Manzoni, Collana i millenni n. 44, Einaudi, Torino, I ed. 1959, pp. 497;
  - Poesie e canzoni. Antologia dell'opera poetica di Bertolt Brecht, con una scelta di poesie postume. Versioni di Ruth Leiser e Franco Fortini. Prefazione di Franco Fortini, Collana NUE n. 16, Einaudi, 1962;
  - Collana I Coralli, Einaudi, Torino, 1965;
- Poesie 1918-1933, trad. Emilio Castellani e Roberto Fertonani, Collana i millenni, Einaudi, Torino, I ed. 1968, pp. IX-860;
- Kriegsfibel (AbicÍ della guerra)
  - L'abicì della guerra, con 69 fotografie, traduzione di Roberto Fertonani, Einaudi, Torino, 1972;
  - L'abicì della guerra. Immagini della seconda guerra mondiale, con 69 fotografie, traduzione e introduzione di Renato Solmi, Einaudi, Torino, 1975;
- Poesie 1933-1956, trad. Mario Carpitella, Cesare Cases, Emilio Castellani, Roberto Fertonani, Ruth Leiser, Collana i millenni, Einaudi, Torino, I ed. 1977, pp. X-881;
- Tredici poesie di Bertolt Brecht tradotte e illustrate da Gabriele Mucchi. Presentate da Giuseppe Bevilacqua, Rivista milanese di economia-Laterza, 1975;
- Poesie di Svendborg seguite dalla Raccolta Steffin. Traduzione di Franco Fortini, introd. F. Fortini, Collana Gli struzzi n. 91, Einaudi, Torino, 1976-1977-1997, ISBN 978-88-06-10777-2, pp. IX-162;
- Poesie inedite sull'amore. Poesie politiche e varie, trad. Gabriele Mucchi, prefazione di Cesare Cases, Garzanti, Milano, I ed. novembre 1986, pp. XIII-345; 
  - Liriche d'amore e altre poesie, testo a fronte, Collana Gli Elefanti.Poesia, Garzanti, Milano, 2002.
- Poesie. Volume I: 1913-1933. Edizione con testo a fronte. A cura di Luigi Forte, Collana Biblioteca de la Pléiade, Einaudi, Torino, 1999, ISBN 978-88-446-0075-4, pp. LXXVIII-1544;
- Poesie. Volume II: 1934-1956. Edizione con testo a fronte. A cura di Luigi Forte, Collana Biblioteca de la Pléiade, Einaudi, Torino, 2005, ISBN 978-88-446-0078-5, pp. XC-1790;
- Poesie. Testo a fronte, a cura di Guido Davico Bonino, introduzione di Cesare Cases, Collana ET Poesia, Einaudi, Torino, 2014, ISBN 978-88-06-22134-8, pp. 368;
- Poesie politiche. Introduzione di Alberto Asor Rosa, a cura di Enrico Ganni, Collana ET Poesia, Einaudi, Torino, 2015, ISBN 978-88-06-22015-0.